# Kaarle Krohn
Kaarle Leopold Krohn (Helsinki, 10 maggio 1863 – Sammah, 19 luglio 1933) è stato uno scrittore finlandese.
Figlio di Julius Krohn e docente di etnografia all'Università di Helsinki dal 1898, è noto per l'opera etnografica Storia dei runi di Kaleval (1910).